# Todaro-Bravo tango
Todaro-Bravo tango system - sposób tańca tanga argentyńskiego zainspirowany przez Antonio Todaro w latach 1940 i 1950 i używany w latach 1970 i 1980 w tango show m.in. przez Raula Bravo. 
Todaro w latach 1950 opracował wiele figur tanga argentyńskiego, które obecnie uważa się za naturalne: gancho, ocho. System polegał na nauce długich sekwencji figur tanga argentyńskiego. Todaro i Bravo ćwiczyli te sekwencje często sami. 
Ze szkoły todaro-Bravo wyszli m.in. Miguel Angel Zotto i Milena Plebs, Guillermina i Roberto Reis, Vanina Bilous i Roberto Herrera, Pablo Veron i Carolina Iotti, Carlos Copello i Alicia Monti, Alejandro Aquino, Gustavo Russo i Alejandra Martinan,